# Чильдара (джамоат)
Чильдара, или Чильдаринский джамоат (тадж. Ҷамоати деҳоти Чилдара) — административная единица, сельская община (джамоат) в Сангворском районе, одном из районов республиканского подчинении Таджикистана. Общая численность населения джамоата составляет 5 841 человек (2015 г.).
В состав сельской общины входят 34 сельских населённых пунктов. Расстояние от общины до райцентра — 25 км. Через джамоат проходит Памирский тракт. Расположена в долине реки Обихумбоу (Хингоб).
Граничит с общиной Тавильдара района Сангвор, общиной Хумдон Нурабадского района РРП и с Ховалингским районом Хатлонской области.
Сёла: Чильдара (центр), Агба, Бедак, Бушолак, Гирдоб, Дамоб, Дашти-Гурк, Даштинайхо, Дехаи-Баланд, Дехаи-Мулло, Дехаи-Сафар, Дехи-Боло, Косагардон, Лайронак, Муридон, Нориндж, Пасиобиталх, Пашор, Посун, Разаки-Боло, Разаки-Поён, Руботнол, Руботноли-Гарибон, Тагибоги-Шах, Фаркишоди, Хамдара, Худжаи-Хулоз, Хафтчарог, Чашмаи-Кабуд, Чашмасор, Шакоб, Шохкахак, Шури-Боло, Шури-Поён.

## История
27 июня 1944 года за счёт разукреления Чиль-Даринского к/с Товиль-Даринского района был образован Сурхобский кишлачный совет, с центром в кишлаке Душохокак. В него вошли кишлаки Душохокак, Дашти Сабз, Калаи-Чак, Шури боло, Деи мулло, Деи Сафар, Мазор и Толхак Чиль-Даринского к/с. А в состав Чиль-Даринского к/с переданы кишлак Чашмасар Хамдаринского к/с и кишлаки Давляти калон, Ходжаев Хулос, Деи боло Хавчарокского к/с.
23 октября 1950 года к/с Сурхоб Нульвандского района был ликвидирован, а его территория передана в состав кишлачного совета Чильдора.
26 декабря 1952 года к/с Хавчарок Товиль-Доринского района Гармской области был ликвидирован, а его территория передана в состав к/с Чильдора.
28 сентября 1955 года Товиль-Даринский район был упразднён, а его к/с переданы в состав Калай-Хумбского (к/с Пуштарак и Сагирдашт) и Комсомолабадского районов (к/с Гухрам, Дейкалон, Хамдора и Чильдора).
29 ноября 1955 года кишлачные советы Гурхам, Хамдора и Чильдора Комсомолабадского района были упразднены, а их территории включены в состав к/с Дейкалон.